# 사랑을 견뎌내기
사랑을 견뎌내기(Enduring Love)는 영국에서 제작된 로저 미첼 감독의 2004년 드라마, 스릴러 영화이다. 다니엘 크레이그 등이 주연으로 출연하였고 케빈 로더 등이 제작에 참여하였다.

## 출연

### 주연
- 다니엘 크레이그
- 사만다 모튼

### 조연
- 빌 웨스톤
- 리 쉐워드
- 리스 이판
- 빌 나이
- 수잔 린치
- 벤 위쇼
- 저스틴 샐링거
- 앤드류 링컨
- 헬렌 맥크로리
- 로지 미첼
- 펠리시테 드 제우
- 알렉산드라 앳킨
- 안나 맥스웰 마틴
- 코린 레드그레이브
- 맨디 리 버거

## 제작진
- 원작자: 이언 매큐언
- Line PD: 로자 로메로
- 협력프로듀서: 이언 매큐언
- 미술: 존 폴 켈리
- 세트: 사라 완
- 의상: 나탈리 워드
- 배역: 메리 셀웨이
- 배역: 피오나 와이어

## 같이 보기
- 색정광